# Diplognatha gagates
Diplognatha gagates är en skalbaggsart som beskrevs av Forster 1771. Diplognatha gagates ingår i släktet Diplognatha och familjen Cetoniidae.

## Underarter
Arten delas in i följande underarter:
- D. g. silicea
- D. g. holoserica

## Bildgalleri

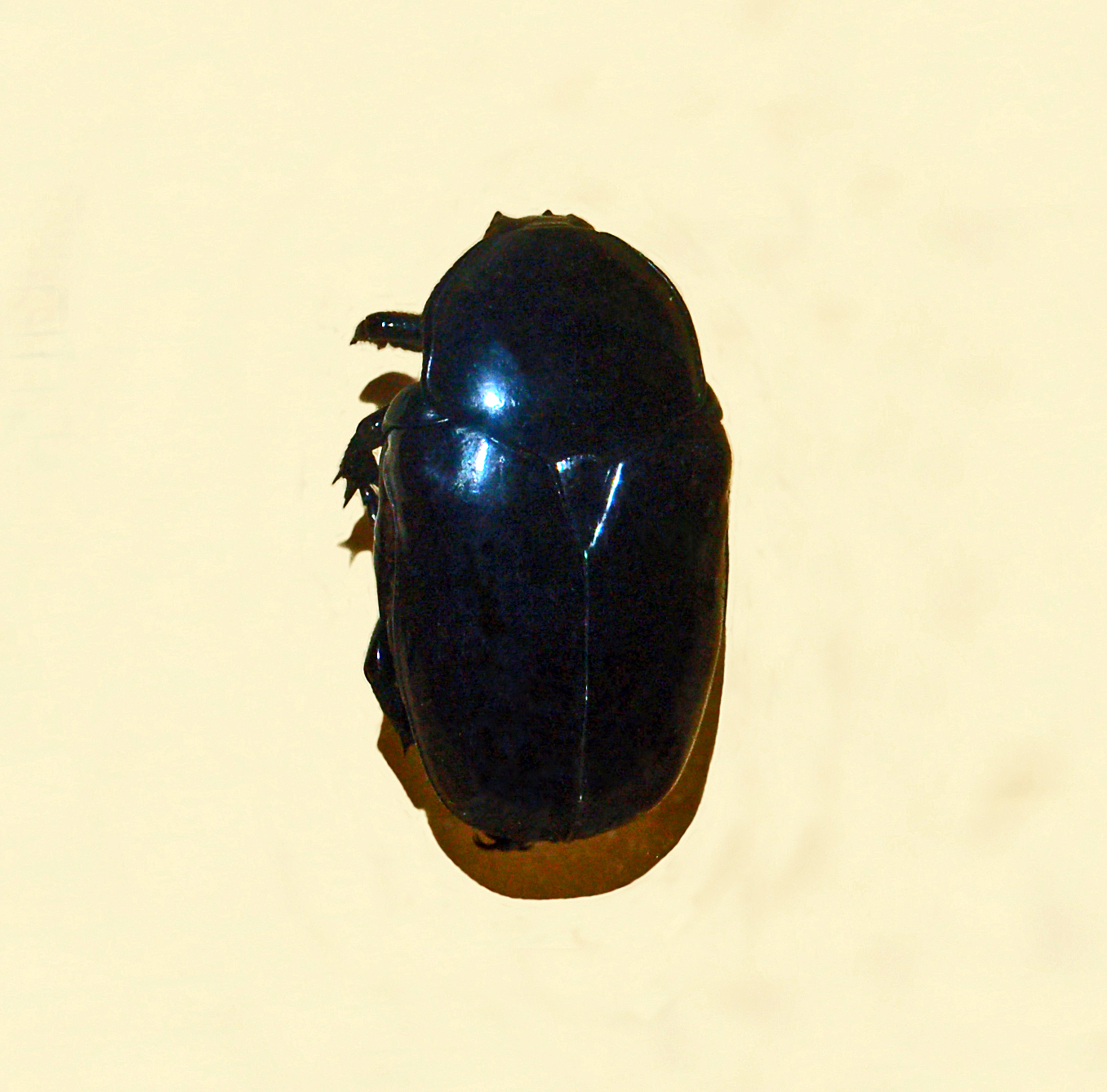
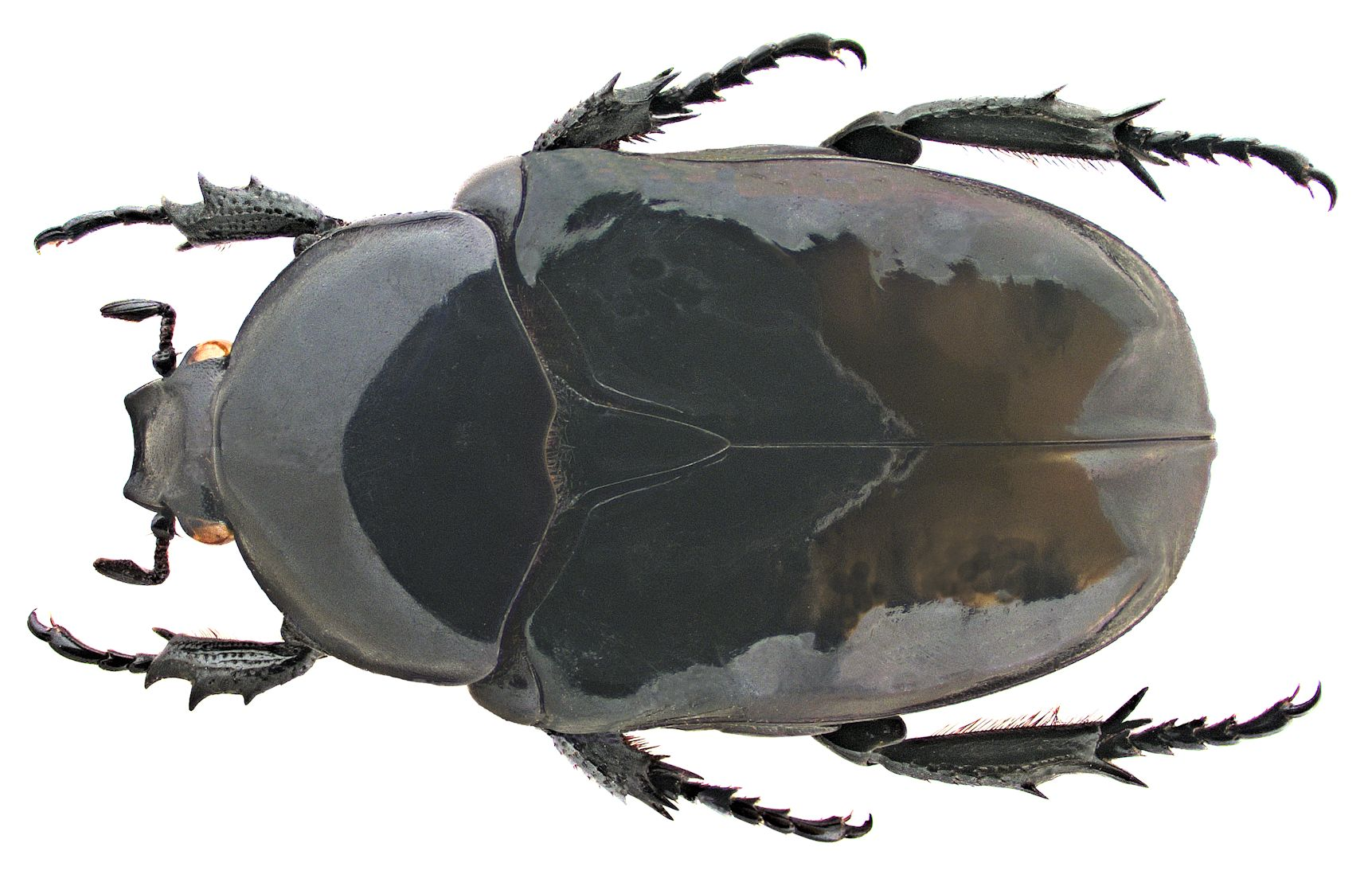